# Марш, Родни
Ро́дни Уи́льям Марш (англ. Rodney William Marsh; родился 11 октября 1944, Хатфилд) — английский футболист и футбольный тренер.
Вырос в Ист-Энде, выступая за молодёжные команды «Вест Хэм Юнайтед» и «Фулхэма». В марте 1963 года дебютировал в основном составе «Фулхэма». Забил за «дачников» 22 мяча в 63 матчах Первого дивизиона, но в марте 1966 года после конфликта с руководством клуба был продан в «Куинз Парк Рейнджерс» за 15 тыс. фунтов. В составе «Куинз Парк Рейнджерс» выиграл Кубок Футбольной лиги, а также дважды выводил свою команду в высшие дивизионы (сначала во Второй, а потом в Первый). В марте 1972 года перешёл в «Манчестер Сити» за 200 000 фунтов. Его карьера в «Сити» оказалась неудачной, и в 1976 году Марш переехал в США, где выступал за клуб «Тампа-Бэй Раудис». После завершения карьеры игрока работал главным тренером в ряде американских футбольных команд.
На международном уровне Марш выступал за национальную сборную Англии, сыграв 9 матчей с 1971 по 1973 год.
После завершения карьеры игрока и тренера работал экспертом на телеканале Sky Sports, а также появлялся в различных реалити-шоу.

## Ранние годы
Марш родился в семье портового грузчика Уильяма Марша и домохозяйки Лилиан в Хатфилде, Хартфордшир, однако вскоре его родители переехали в Лондон. Родни вырос в Ист-Энде. У Марша было тяжёлое детство: он отмечал в автобиографии, что был «эмоционально травмирован» в ходе своего воспитания. Отец Родни вырос в ещё более сложной семье. Так, дед Родни напал на его отца с молотком, когда тому было 19 лет, нанеся ему тяжёлые травмы. Родни был единственным ребёнком в семье. Их семья была «невероятно бедной». До 11 лет он спал в углу спальни своих родителей: их семья жила в трёхэтажном доме вместе с двумя другими семьями, и у Маршей была только одна комната. В детстве Родни посещал матчи «Арсенала» на «Хайбери» со своим отцом, а также матчи резервной команды «Арсенала».
Родни играл вместе с Роном Харрисом за молодёжную команду «Хакни Скулз» и помог своей команде выиграть национальный школьный чемпионат, забив три гола в финале. Отец Родни договорился о просмотре своего сына в команде «Вест Хэм Юнайтед» до 16 лет. Марш хорошо проявил себя во время просмотра и был приглашён в академию «Вест Хэма». Однако через 10 месяцев Марша отпустили из академии, не предложив контракт, так как в молодёжной команде более перспективным нападающим считался Джефф Херст. Вскоре после своего 16-го дня рождения Марш перешёл в академию лондонского «Фулхэма».

## Клубная карьера

### «Фулхэм»
Марш начал профессиональную карьеру в клубе Первого дивизиона «Фулхэм» из Лондона. Дебют Родни в составе «дачников» состоялся 23 марта 1963 года на «Крейвен Коттедж» в матче против бирмингемского клуба «Астон Вилла» (Марш смог сыграть в этом матче из-за того, что травму получил Джонни Хейнс). В этой игре он забил победный гол, замкнув прострел Джорджа Коэна. Главный тренер «Фулхэма» Бедфорд Джеззард после игры заметил: «Не могу представить лучшего дебютного матча для молодого парня». Через неделю Хейнс восстановился от травмы и вернулся в стартовый состав, а Марш получил футболку с номером «8».
В сентябре 1963 года Марш получил травму в столкновении с Джоном Шёбергом после того, как забил победный гол в ворота «Лестер Сити». В этом столкновении он получил переломы челюсти и черепа и выбыл из строя на десять месяцев. После этого инцидента он навсегда потерял слух в левом ухе. На протяжении нескольких недель он не мог сохранять баланс в положении стоя, а один из врачей сообщил ему, что он никогда больше не сможет играть в футбол.
В сезоне 1964/65 Марш, восстановившийся от травм, сформировал эффективную связку в нападении с Джонни Хейнсом. Он забил 17 голов, став лучшим бомбардиром своей команды в сезоне.
В 1965 году Бедфорд Джеззард покинул пост главного тренера «Фулхэма». Его сменил Вик Букингем. У Марша не заладилось с новым главным тренером, он подверг Букингема насмешкам, после чего тот исключил Родни из основного состава.

### «Куинз Парк Рейнджерс»
В марте 1966 года Марш перешёл в «Куинз Парк Рейнджерс», выступавший на тот момент в Третьем дивизионе. Сумма трансфера составила 15 000 фунтов. Сезон 1965/66 «Куинз Парк Рейнджерс» завершил на третьем месте, на восемь очков меньше, чем «Миллуолл», вышедший во Второй дивизион.
В своём первом полном сезоне в составе «Рейнджерс» Марш сформировал эффективную связку в нападении с Лесом Алленом. В матче с «Мидлсбро» Марш сделал свой первый хет-трик. Всего в том сезоне Марш забил 44 гола в 53 матчах, включая 30 голов в лиге, и помог своему клубу выиграть Третий дивизион. В этом же сезоне КПР выиграл Кубок Футбольной лиги, обыграв в финале «Вест Бромвич Альбион», прошлогодних обладателей трофея. Марш забил гол на 75-й минуте финальной встречи, описав его как «важнейший гол» в своей карьере. Через неделю «Тоттенхэм Хотспур» предложил за Родни Марша и Роджера Моргана £180 000, но председатель КПР Джим Грегори отверг предложение «шпор».
В сезоне 1967/68 КПР занял второе место во Втором дивизионе и вышел в Первый дивизион. Марш снова стал лучшим бомбардиром команды в сезоне с 14 голами, хотя он пропустил начало сезона из-за перелома ноги. Летом 1968 года он подписал с клубом новый четырёхлетний контракт.
В сезоне 1968/69 КПР занял в высшем дивизионе последнее место, одержав только 4 победы в 42 матчах, а Марш большую часть сезона боролся с травмами. Ещё летом 1968 года он получил перелом ноги и пропустил начало сезона.
Летом 1969 года Родни был удалён в товарищеской игре против «Рейнджерс» за удар Каи Йохансена в отместку за его фол на Марше. В сезоне 1969/70 Марш и Барри Бриджес на двоих забили 46 мячей (по 23 мяча каждый), а КПР занял 9-е место в лиге. Команда также добралась до четвертьфинала Кубка Англии.
В сезоне 1970/71 Марш вновь забил 23 мяча. В этом сезоне капитанскую повязку у Марша забрал новичок команды Терри Венейблс.
В сезоне 1971/72 Марш забил 20 мячей, снова став лучшим бомбардиром команды. Перед началом сезона он подписан новый контракт с клубом, получив обещание, что если команда не выйдет в высший дивизион, то он сможет сменить клуб. К моменту трансфера Марша КПР ещё имел шансы на выход в Первый дивизион (хотя в конце сезона им не хватило несколько очков для выхода в высшую лигу). Однако сумма, предложенная «Манчестер Сити» за Родни Марша, была слишком большой, чтобы убедить руководство «Куинз Парк Рейнджерс» расстаться со своим звёздным нападающим, не дожидаясь окончания сезона.

### «Манчестер Сити»
В марте 1972 года Марш перешёл в «Манчестер Сити» за рекордные для клуба £200 000. На тот момент «Сити» возглавлял турнирную таблицу с четырёхочковым отрывом от преследователей, однако в конце сезона «Сити» финишировал на 4-м месте. Многие эксперты раскритиковали этот трансфер, отмечая, что Марш был ярко выраженным индивидуалистом и не вписывался в слаженную игру команды Малкольма Эллисона. Изначально Родни заменил в нападении Уина Дейвиса в схеме «4-4-2», но затем стал играть вместе с Дейвисом, Майком Саммерби и Фрэнсисом Ли в схеме «4-2-4».
Не ходя вокруг да около, признаю: я стоил «Манчестер Сити» чемпионского титула в 1972-м.
— Марш соглашается с критиками в автобиографии 2001 года, признаваясь, что пожалел о переходе в «Сити» и о том, что подвёл болельщиков.
В сезоне 1972/73 Марш стал лучшим бомбардиром «Сити», забив 19 мячей. Однако команда выступала неудачно; в марте 1973 года главный тренер «Сити» Малкольм Эллисон подал в отставку. В течение следующего сезона в «Манчестер Сити» трижды менялся главный тренер: ими становились Джонни Харт, Тони Бук и Рон Сондерс. В сезоне 1972/73 «Сити» занял 11-е место, а в следующем сезоне финишировал на 14-м строчке. В 1974 году команда вышла в финал Кубка Футбольной лиги, в котором проиграла «Вулверхэмптону» со счётом 2:1. Марш так расстроился из-за поражения на «Уэмбли», что выбросил свою медаль участника финала.
В апреле 1974 года Тони Бук во второй раз стал главным тренером «Сити». Марш не проявлял к нему уважения. В сезонах 1974/75 и 1975/76 «Сити» занимал в чемпионате 8-е место. Когда председатель «Сити» Питер Суэйлз передал Буку детали приватных бесед с Маршем, последний был переведён в резервную команду и выставлен на трансфер:
«Если ты думаешь, что я никуда не гожусь, мы не сработаемся. Не хочешь взять свои слова назад?» (Бук)

«Ни за что. По правде, поразмыслив об этом ещё, я уверен, что ты не так и хорош». (Марш)

### Поздняя карьера
Летом 1975 года Марш провёл несколько матчей за «Корк Хибернианс», получая за каждую игру £600. Позднее он поехал в Лос-Анджелес по приглашению Элтона Джона, который был председателем клуба «Лос-Анджелес Ацтекс», выступавшего в Североамериканской футбольной лиге, но в итоге подписал контракт с другим американским клубом «Тампа-Бэй Раудис». За его трансфер в январе 1976 года «Раудис» заплатил «Манчестер Сити» £40 000 (в пять раз меньше, чем «Сити» отдал за него четыре года назад). После своего перехода он сделал два громких заявления. Так, он сказал, что «футбол в Англии стал серой игрой, в которую играют серые люди в серые дни», а также заявил, что «Пеле известен как чёрный Родни Марш» (перед этим владелец «Раудис» назвал Марша «белым Пеле»).
Марш выступал в США с 1976 по 1979 год и помог своей команде выйти в Соккер Боул в 1978 и 1979 годах. В обоих случаях «Раудис» проигрывали в этих матчах. Марш также был членом команды «всех звёзд» НАСЛ с 1976 по 1978 год. Несмотря на довольно успешную футбольную карьеру в США, он страдал от депрессии и очень много пил. Главный тренер «Раудис» Эдди Фирмани подал в отставку в 1977 году, устав от постоянных нарушений дисциплины со стороны Родни Марша. Его сменил Джон Бойл. Марш перестал пить, когда доктор сказал ему, что алкоголь разрушает его печень и серьёзно снижает ожидаемую продолжительность жизни. В 1979 году Родни покинул клуб после конфликта с руководством. В последнем матче Марша главный тренер «Раудис» Гордон Джейго заменил его за 10 минут до окончания игры, после чего Родни разразился традиционной вспышкой гнева. В сезоне 1986/87 Марш, уже будучи главным тренером «Тампа-Бэй Раудис», снова вышел на поле в качестве футболиста, заменив одного из травмированных игроков своей команды.
Зиму сезона 1976/77 Марш провёл в аренде в лондонском «Фулхэме», узнав, что там же будет играть Джордж Бест. «Дачники», выступавшие во Втором дивизионе, на тот момент были «модной» командой, на их матчи часто приходили знаменитости, а игроки вроде Марша и Беста могли проводить свободное время в ночных клубах Лондона. В начале 1976 года Марш и Бест вернулись в США.

## Карьера в сборной
Марш дебютировал за сборную Англии в ноябре 1971 года в матче против Швейцарии на «Уэмбли», выйдя на замену Фрэнсису Ли. В общей сложности он провёл за сборную 9 матчей, забив 1 гол в игре против сборной Уэльса.

## Стиль игры
Марш был мощным нападающим с хорошей техникой обращения с мячом. Его отличал отличный дриблинг и умение забивать из самых непредсказуемых положений. По технике обращения с мячом его иногда сравнивали с Джорджем Бестом. Марша отличал агрессивный характер: он часто вступал в стычки с соперниками, которые нарушали на нём правила, за что получал многочисленные штрафы и дисквалификации от Футбольной ассоциации.
Я бы больше обрадовался нашему поражению со счётом 4:3 в матче, в котором мы демонстрировали красивый футбол, чем нашей победе со счётом 1:0 в скучной игре. Если мы не можем напомнить людям, какая это великая игра, то мы упускаем невероятную возможность.
— Родни Марш перед финалом Кубка Футбольной лиги 1974 года

## Тренерская карьера
После ухода из «Тампа-Бэй Раудис» Марш завершил карьеру игрока и начал тренерскую карьеру. Первым клубом, который он тренировал, был «Нью-Йорк Юнайтед» в 1980 году. Проработав в клубе три месяца, он подал в отставку, отказавшись подписать контракт с пятью уругвайскими беженцами по требованию руководства клуба, посчитав это вмешательством в тренерскую деятельность. В 1981 году он был назначен главным тренером и исполнительным директором недавно созданного клуба «Каролина Лайтнин». В этом клубе он строил игру вокруг «звёздного» полузащитника Дона Тобина. В 1981 году он завоевал с клубом титул чемпионов Американской футбольной лиги, обыграв в финале бывший клуб Марша «Нью-Йорк Юнайтед» со счётом 2:1. В 1982 году команда Марша проиграла в полуфинале клубу «Оклахома Сити Сликерс». После этого Марш пригласил в свой тренерский штаб легендарного футболиста Бобби Мура (Мур даже сыграл за клуб 8 матчей в 1983 году из-за эпидемии травм в команде). В 1983 году состоялся последний сезон в истории Американской футбольной лиги, после чего турнир прекратил существование, а Марш покинул «Каролину». В октябре 1983 года он вернулся в «Тампа-Бэй Раудис», на этот раз — в качестве главного тренера. Под руководством Марша в «Раудис» на профессиональном уровне дебютировал Рой Вегерле. По окончании сезона 1984 года Североамериканская футбольная лига также была расформирована. Клуб сохранился и вступил в новый турнир, Национальную профессиональную футбольную лигу. Марш, однако, ушёл с поста главного тренера, оставшись исполнительным директором «Раудис».

## Медийная карьера
После завершения тренерской карьеры Марш отправился в трёхлетнее турне вместе с Джорджем Бестом. Марш начал свою медийную карьеру вместе с Бестом, презентуя видео о футболе. Впоследствии его стали приглашать на телевидение.
Марш работал ведущим на Sky Sports на протяжении многих лет. В сезоне 1999/2000 он заявил, что «Брэдфорд Сити» не имеет шансов сохранить за собой место в Премьер-лиге, и пообещал побриться наголо, если клуб всё же останется в высшем дивизионе по окончании сезона. В итоге «Брэдфорд» остался в Премьер-лиге, а Марш сбрил волосы.
Марш выступал в программе Soccer Saturday на протяжении 11 лет, но в январе 2005 года был уволен. Его уволили за неудачную шутку, связанную с цунами 2004 года в программе You’re On Sky Sports. Марш сказал: «Дэвид Бекхэм отказался переходить в „Ньюкасл Юнайтед“ из-за проблем с „армией горожан“ в Азии». Марш извинился за свою неудачную шутку, однако руководство канала Sky Sports сочло этот комментарий «оскорбительным и непростительным» и уволило Марша.
После этого Марш пытался вновь попасть на телевидение, появляясь в нескольких реалити-шоу. Он появлялся в программе I’m a Celebrity…Get Me Out of Here! на канале ITV в 2007 году, в программе Come Dine with Me на канале Channel 4 в январе 2000 года. В ноябре 2010 года он участвовал в реалити-шоу Coach Trip на канале Channel 4. Также он появлялся в шоу Sing If You Can и Cash in the Attic и в выпусках радиостанций.

## Личная жизнь
В марте 1967 года Марш женился на Джин Барри. Пара познакомилась за несколько лет до этого в лондонском джаз-клубе.
В 1996 году Родни и его сын Джонатан основали девелоперскую компанию Marsh Group в Тампе, Флорида.
После завершения карьеры игрока Марш продолжает оставаться болельщиком «Куинз Парк Рейнджерс».

## Достижения
Куинз Парк Рейнджерс
- Обладатель Кубка Футбольной лиги: 1967
- Победитель Третьего дивизиона: 1966/67
- Победитель Второго дивизиона: 1967/68

 Манчестер Сити
- Обладатель Суперкубка Англии: 1972
- Финалист Кубка Футбольной лиги: 1974

 Тампа-Бей Раудис
- Победитель Восточного дивизиона NASL: 1976
- Победитель NASL по шоуболу: 1976

 Каролина Лайтнин
- Чемпион Американской футбольной лиги: 1981

 Сборная Англии
- Победитель Домашнего чемпионата Британии: 1971/72 (разделённый титул)

 Команда «всех звёзд» Североамериканской футбольной лиги
- 1976: Первая команда
- 1977: Вторая команда
- 1978: Первая команда
- 1979: Почётный член

## Статистика выступлений
| Клуб                 | Сезон             | Лига | Лига | Кубки | Кубки | Еврокубки | Еврокубки | Прочие | Прочие | Итого | Итого |
| Клуб                 | Сезон             | Игры | Голы | Игры  | Голы  | Игры      | Голы      | Игры   | Голы   | Игры  | Голы  |
| -------------------- | ----------------- | ---- | ---- | ----- | ----- | --------- | --------- | ------ | ------ | ----- | ----- |
| Фулхэм               | 1962/63           | 1    | 1    | 0     | 0     | 0         | 0         | 0      | 0      | 1     | 1     |
| Фулхэм               | 1963/64           | 4    | 1    | 0     | 0     | 0         | 0         | 0      | 0      | 4     | 1     |
| Фулхэм               | 1964/65           | 41   | 17   | 3     | 0     | 0         | 0         | 0      | 0      | 44    | 17    |
| Фулхэм               | 1965/66           | 17   | 3    | 2     | 0     | 0         | 0         | 0      | 0      | 19    | 3     |
| Фулхэм               | Итого             | 63   | 22   | 5     | 0     | 0         | 0         | 0      | 0      | 68    | 22    |
| Куинз Парк Рейнджерс | 1965/66           | 16   | 8    | 0     | 0     | -         | -         | 0      | 0      | 16    | 8     |
| Куинз Парк Рейнджерс | 1966/67           | 41   | 30   | 12    | 14    | -         | -         | 0      | 0      | 53    | 44    |
| Куинз Парк Рейнджерс | 1967/68           | 25   | 14   | 1     | 0     | -         | -         | 0      | 0      | 26    | 14    |
| Куинз Парк Рейнджерс | 1968/69           | 22   | 4    | 0     | 0     | 0         | 0         | 0      | 0      | 22    | 4     |
| Куинз Парк Рейнджерс | 1969/70           | 38   | 12   | 9     | 9     | -         | -         | 0      | 0      | 47    | 21    |
| Куинз Парк Рейнджерс | 1970/71           | 39   | 21   | 3     | 2     | -         | -         | 0      | 0      | 42    | 23    |
| Куинз Парк Рейнджерс | 1971/72           | 30   | 17   | 6     | 3     | -         | -         | 0      | 0      | 36    | 20    |
| Куинз Парк Рейнджерс | Итого             | 211  | 106  | 31    | 28    | 0         | 0         | 0      | 0      | 242   | 134   |
| Манчестер Сити       | 1971/72           | 8    | 4    | 0     | 0     | 0         | 0         | 0      | 0      | 8     | 4     |
| Манчестер Сити       | 1972/73           | 37   | 14   | 7     | 3     | 2         | 2         | 1      | 0      | 47    | 19    |
| Манчестер Сити       | 1973/74           | 24   | 5    | 10    | 4     | 0         | 0         | 1      | 0      | 35    | 9     |
| Манчестер Сити       | 1974/75           | 37   | 9    | 3     | 1     | 0         | 0         | 3      | 0      | 43    | 10    |
| Манчестер Сити       | 1975/76           | 12   | 4    | 4     | 0     | 0         | 0         | 3      | 1      | 19    | 5     |
| Манчестер Сити       | Итого             | 118  | 36   | 24    | 8     | 2         | 2         | 8      | 1      | 152   | 47    |
| Корк Хибернианс      | 1975/76           | 3    | 1    | 0     | 0     | 0         | 0         | 0      | 0      | 3     | 1     |
| Корк Хибернианс      | Итого             | 3    | 1    | 0     | 0     | 0         | 0         | 0      | 0      | 3     | 1     |
| Тампа-Бэй Раудис     | 1976              | 23   | 12   | -     | -     | -         | -         | 0      | 0      | 23    | 12    |
| Тампа-Бэй Раудис     | 1977              | 25   | 8    | -     | -     | -         | -         | 0      | 0      | 25    | 8     |
| Тампа-Бэй Раудис     | 1978              | 31   | 21   | -     | -     | -         | -         | 0      | 0      | 31    | 21    |
| Тампа-Бэй Раудис     | 1979              | 31   | 12   | -     | -     | -         | -         | 0      | 0      | 31    | 12    |
| Тампа-Бэй Раудис     | Итого             | 110  | 53   | 0     | 0     | 0         | 0         | 0      | 0      | 110   | 53    |
| Фулхэм (аренда)      | 1976/77           | 16   | 5    | 6     | 1     | -         | -         | 0      | 0      | 22    | 6     |
| Фулхэм (аренда)      | Итого             | 16   | 5    | 6     | 1     | 0         | 0         | 0      | 0      | 22    | 6     |
| Всего за «Фулхэм»    | Всего за «Фулхэм» | 79   | 27   | 11    | 1     | 0         | 0         | 0      | 0      | 90    | 28    |
| Всего за карьеру     | Всего за карьеру  | 521  | 223  | 66    | 37    | 2         | 2         | 8      | 1      | 597   | 263   |